# Quiina blackii
Quiina blackii là một loài thực vật có hoa trong họ Ochnaceae. Loài này được Pires miêu tả khoa học đầu tiên năm 1950.